# Calreticulina
La calreticulina también conocida como  calregulina, CRP55, CaBP3, proteína similar a la calsecuestrina, y proteína residente del retículo endoplásmico 60 (ERp60) es una proteína que en los humanos está codificada por el gen CALR.
La calreticulina es una proteína multifuncional soluble que une iones Ca2+ (un segundo mensajero en señal transducción de señales), dejándola inactiva. El Ca2+ se une con baja afinidad, pero con alta capacidad, y puede liberarse con una señal (ver inositol trifosfato). La calreticulina está localizada en compartimentos de almacenamiento asociados con el retículo endoplásmico y se considera una proteína residente de este.
Algunas fuentes consideran que el término "Mobilferrina" es lo mismo que la calreticulina.

## Función
La calreticulina se une a las proteínas mal plegadas y evita que se exporten desde el retículo endoplásmico al aparato de Golgi.
Una proteína chaperona de control de calidad, la calnexina, realiza la misma tarea para las proteínas solubles que la calreticulina, sin embargo, es una proteína unida a la membrana. Ambas proteínas, calnexina y calreticulina, tienen la función de unirse a oligosacáridos que contienen residuos terminales de glucosa, dirigiéndolos así para su degradación. La capacidad de la calreticulina y de la calnexina para unirse a los carbohidratos los asocia con la familia de proteínas de las lectinas. En la función celular normal, la eliminación de residuos de glucosa del oligosacárido central añadidos durante la glicosilación ligada al extremo N-terminal es parte del procesamiento de proteínas. Si las enzimas "supervisoras" notan que los residuos están mal plegados, las proteínas dentro del retículo endoplasmático rugoso volverán a agregar residuos de glucosa para que otras calreticulinas/calnexinas puedan unirse a estas proteínas y evitar que avancen hacia el Golgi. Esto lleva a estas proteínas plegadas de forma aberrante por una ruta en la que se dirigen a la degradación.
Las investigaciones en ratones transgénicos revelan que la calreticulina es un gen embrionario cardíaco esencial durante desarrollo.
La calreticulina y la calnexina son también proteínas integrales en la producción proteínas del complejo mayor de histocompatibilidad de clase I (CMH de clase I). A medida que las cadenas α  recién sintetizadas del MHC de clase I ingresan al retículo endoplásmico, la calnexina se une a ellas y las retiene en un estado de plegamiento parcial. Después de que la β2-microglobulina se une al complejo de carga de péptidos (PLC), la calreticulina (junto con ERp57) se encarga de supervisar la proteína CMH de clase I, mientras que la tapasina une el complejo al transportador asociado con el complejo de procesamiento de antígenos (TAP). Esta asociación prepara al CMH de clase I para unirse a un antígeno de para su presentación en la superficie celular.

### Regulación de la transcripción
La calreticulina también se encuentra en el núcleo, lo que sugiere que puede tener una función en el control de la transcripción. La calreticulina se une al péptido sintético KLGFFKR, el cual es casi idéntico a una secuencia de aminoácidos del dominio de unión al ADN de la superfamilia de receptores nucleares. El extremo amino terminal  de la calreticulina interacciona con el dominio de unión al ADN del receptor de glucocorticoides e impide que el receptor se una a su elemento de respuesta glucocorticoide específico. La calreticulina puede inhibir la unión del receptor de andrógenos a su elemento de ADN de respuesta a hormonas puede inhibir las funciones transcripcionales del receptor de andrógenos y receptor de ácido retinoico in vivo, así como diferenciación neuronal inducida por ácido retinoico. Así, la calreticulina puede actuar como un modulador importante en el control de la transcripción genética mediante receptores hormonales nucleares.

## Significación clínica
La calreticulina se une a anticuerpos en ciertas áreas en pacientes con Lupus sistémico y Sjögren que tienen anticuerpos anti-Ro/SSA. El Lupus eritematoso sistémico está asociado con un aumento de los títulos de autoanticuerpos contra calreticulina, aunque la calreticulina no es un antígeno Ro/SS-A. Los trabajos anteriores se referían a la calreticulina como un antígeno Ro/SS-A, pero esto ha sido refutado. En bebés con bloqueo cardíaco congénito completo, se ha encontrado un aumento de los títulos de autoanticuerpos contra la calreticulina humana de los tipos IgG e IgM.
En 2013, dos grupos detectaron mutaciones de la calreticulina en la mayoría de los pacientes JAK2-negativos/MPL negativos con trombocitosis esencial y mielofibrosis primaria, lo que convierte a las mutaciones de CALR en las segundas mutaciones más comunes en lasneoplasias mieloproliferativas. Todas las  mutaciones (inserciones o deleciones) afectaron al último exón, generando un cambio del marco de lectura de la proteína resultante, lo que crea un péptido terminal nuevo y causa una pérdida de la señal de retención KDEL del retículo endoplásmico.

## Papel en el cáncer
La calreticulina (CRT) está expresada en muchas células cancerosas y fomenta que los macrófagos fagociten las células cancerosas peligrosas. La razón por la qué la mayoría de las células no son destruidas es la presencia de otra molécula con señal CD47, que bloquea la CRT.  Por ello los anticuerpos que bloquean CD47 podrían ser útiles como tratamiento contra el cáncer. En modelos de ratones de leucemia mieloide y linfoma no Hodgkin, anti-CD47 fue eficaz para eliminar células cancerosas mientras que las células normales no se vieron afectadas.

## Interacciones
Se ha demostrado que la calreticulina interacciona con Perforina y NK2 homeobox 1.